# Galium lindbergii
Galium lindbergii là một loài thực vật có hoa trong họ Thiến thảo. Loài này được Giraudias mô tả khoa học đầu tiên năm 1905.